# Xylosma grossecrenatum
Xylosma grossecrenatum är en videväxtart som först beskrevs av Herman Otto Sleumer, och fick sitt nu gällande namn av M. Lescot. Xylosma grossecrenatum ingår i släktet Xylosma och familjen videväxter. Inga underarter finns listade i Catalogue of Life.